# The Charles Hotel

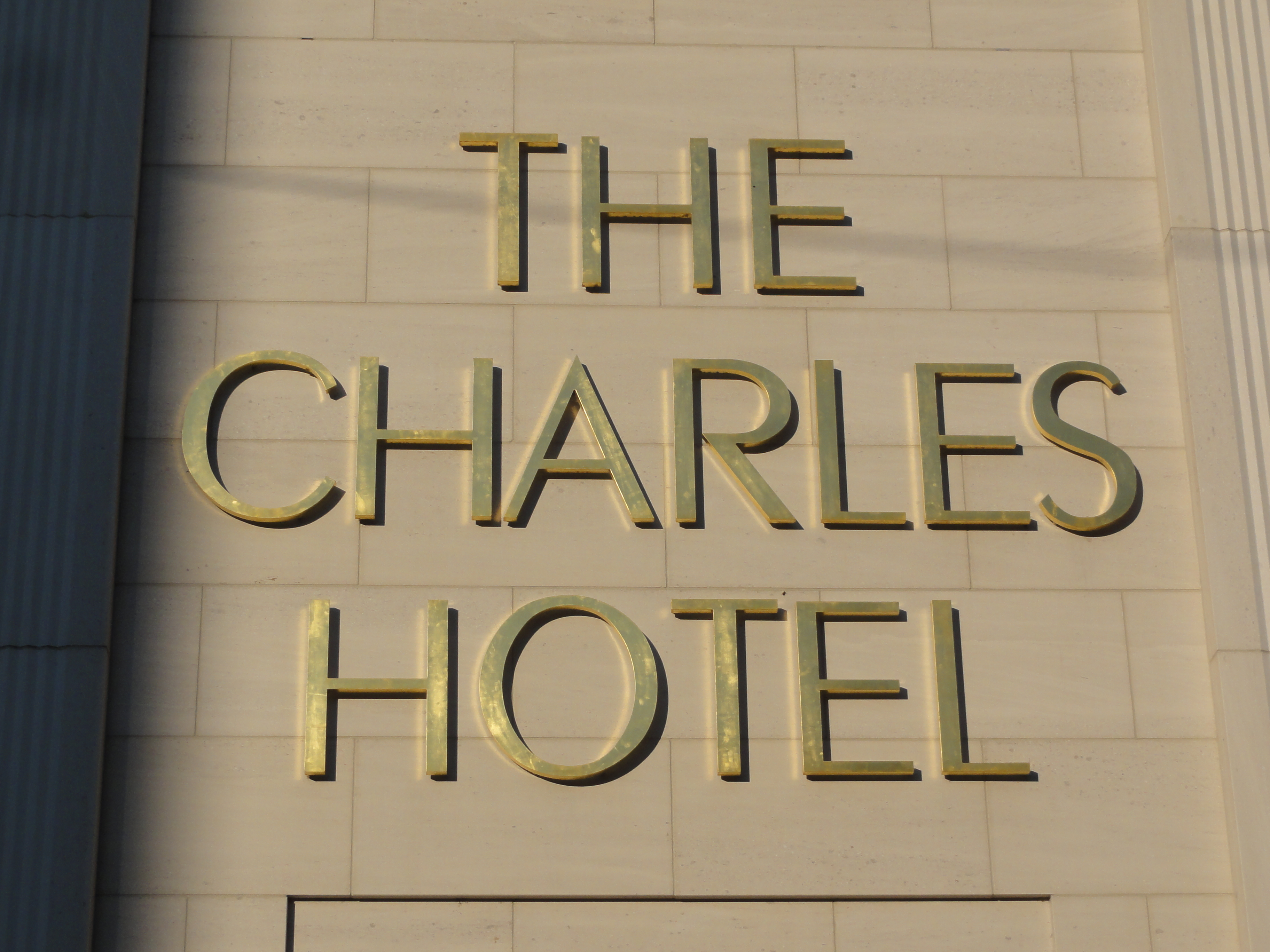
Schriftzug

The Charles Hotel München ist ein 5-Sterne-Superior-Hotel im Stadtteil Maxvorstadt in München (Sophienstraße 28). Es wurde im Jahre 2007 am Alten Botanischen Garten in der Nähe des Hauptbahnhofes erbaut. Betreiber ist das Unternehmen Rocco Forte & Family (Munich) GmbH, das zur britischen Unternehmensgruppe Rocco Forte Hotels gehört. Das Hotel ist Teil der Anlage Lenbachgärten. Das Haus bietet unter anderem 160 Gästezimmer, davon 24 Suiten, sieben Tagungsbereiche, einen großen Ballsaal für 280 Personen, ein italienisches Restaurant, eine Bar und einen Schwimmbereich.

## Gebäude
Das achtstöckige Bauwerk im Stil des Art déco wurde vom Berliner Architektenbüro Hilmer & Sattler und Albrecht konstruiert. Baubeginn war der 1. Juni 2005, die Fertigstellung erfolgte am 1. Juli 2007.
Projektentwickler war die Frankonia Eurobau AG. Die Bauausführung im Innern lag in den Händen von Markus-Diedenhofen Innenarchitektur (Reutlingen). Die Architektur wurde 2008 mit dem Villegiature Award für die „beste Hotel-Architektur in Europa“ und 2009 mit dem „Deutschen Naturstein-Preis“ mit dem Prädikat „Besondere Anerkennung“ des Deutschen Naturwerkstein-Verbandes (Würzburg) ausgezeichnet.